# La muchedumbre: un estudio de la mente popular

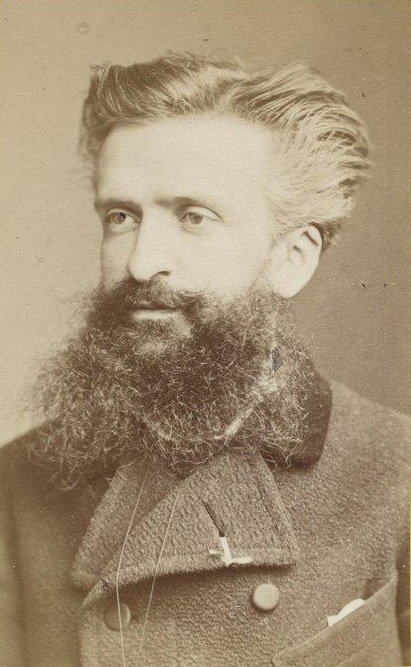
Fotografía de Gustave Le Bon en 1888.

La Masa: Un Estudio sobre la Mente Popular (The Crowd: A Study of the Popular Mind  o Psychologie des Foules; Literalmente: Psicología de las Masas), es una obra de Gustave Le Bon que fue publicada inicialmente en 1895.  
En el libro Le Bon argumenta que hay varias características en la psicología de las masas: "Impulsividad, Irritabilidad, incapacidad para razonar,  la ausencia de juicio del espíritu crítico, la exageración de sentimientos, y otras ...". Le Bon argumenta "que un individuo inmerso por un tiempo en un grupo pronto se encuentra a sí mismo - ya sea como consecuencia de influencia magnética de la muchedumbre o por alguna otra razón que desconocemos - en un estado especial, que se asemeja mucho a un estado de fascinación en el que el individuo hipnotizado se encuentra a sí mismo en manos del hipnotizador".

## Puntos clave
- Le Bon incorpora a Darwin y a Haeckel dentro de sus ideas sobre herencia y naturaleza humana:
  - El medio ambiente, las circunstancias y los eventos representan las sugerencias sociales del momento. Estos deben tener considerable influencia, pero esta influencia siempre es momentánea si son contrarias a las sugerencias de la raza;  esto es, a aquellos que han heredado de un país y de su serie entera de ancestros.  Las ciencias biológicas han sido transformadas desde que la embriología ha mostrado la inmensa influencia del pasado en la evolución de los seres vivientes; y las ciencias históricas no sobrellevarán un cambio menor cuando este concepto ha sido más difundido. Aún esto no es lo suficientemente general, ya que muchos estadistas aún no han avanzado más que los teóricos del siglo pasado, quienes creían que una sociedad podría romper con su pasado y estar enteramente basado en la luz de la razón.

- Sobre la identidad nacional y las instituciones sociales:
  - Una nación no elige a sus instituciones a voluntad más de lo que elige el color de su pelo o sus ojos. Las instituciones y los gobiernos son el resultado de la sociedad. Ellos no son los creadores de una época, sino que son creados por ella. Los pueblos no se rigen de acuerdo con sus caprichos del momento, sino tal como su carácter determina que serán gobernados. Se requieren siglos para formar un sistema político y siglos para cambiarlo. Las instituciones no tienen ninguna virtud intrínseca: en sí mismos no son ni buenas ni malas. Aquellos que son buenas en un momento dado para un pueblo dado puede ser perjudicial en el extremo de otra nación.

- En los individuos y las multitudes:
  - Por el mero hecho de que él forma parte de una masa organizada, un hombre desciende varios peldaños en la escalera de la civilización. De manera aislada, una persona que puede ser culta; en una multitud, es un bárbaro - es decir, una criatura que actúa por instinto. Posee la espontaneidad, la violencia, la ferocidad, y también el entusiasmo y el heroísmo de los seres primitivos, a los que tiende más a parecerse por la facilidad con la que se deja impresionar por las palabras y las imágenes -, un bárbaro totalmente ajeno a la acción de cada uno de los individuos aislados que componen la multitud - y para ser inducidos a cometer actos contrarios a sus intereses más evidentes y sus más conocidos hábitos. Un individuo en una multitud es un grano de arena en medio de otros granos de arena, que el viento agita a voluntad.

- En la educación y la igualdad:
  - La idea más importante que encontramos entre las ideas dominantes de la época actual es que la instrucción es capaz de cambiar considerablemente a las personas, y tiene por consecuencia infalible la mejora e incluso la igualdad entre estos individuos. Por el mero hecho de ser repetida constantemente, esta afirmación ha terminado por convertirse en uno de los dogmas democráticos más firmes. Sería tan difícil ahora para atacarlo, como lo habría sido antes atacar a los dogmas de la Iglesia.

- En la religión, la ideología y fanatismo:
  - Una persona no es religiosa únicamente cuando adora a una divinidad, sino cuando pone todos los recursos de su mente, la sumisión completa de su voluntad, y con toda el alma, al ardor del fanatismo, al servicio de una causa o una persona que se convierte en el meta y guía de sus pensamientos y acciones. La intolerancia y el fanatismo son compañeros necesarios del sentimiento religioso. Se muestran inevitablemente, por los que se creen en posesión del secreto de la tierra o la felicidad eterna. Estas dos características se encuentran en todos los hombres agrupados juntos cuando están inspirados en la convicción de cualquier tipo. Los jacobinos del Terror eran, en el fondo tan religiosos como los católicos de la Inquisición, y su fervorosa crueldad procedió de la misma fuente.

- En la soberanía de las multitudes:
  - El dogma de la soberanía de las multitudes es tan poco defendible desde el punto de vista filosófico, como los dogmas religiosos de la Edad Media, pero goza en la actualidad del mismo poder absoluto que antes disfrutaban. Es como inatacable, en consecuencia, al igual que en el pasado eran nuestras ideas religiosas ... El dogma del sufragio universal posee a día de hoy, el poder que los dogmas cristianos poseían anteriormente. Oradores y escritores aluden a ella con un respeto y adulación que ya hubiera deseado la corte de Luis XIV. En consecuencia, la misma posición debe ser tomado con respecto a ella como con respecto a todos los dogmas religiosos. Sólo el tiempo puede actuar sobre ellos.

- En los políticos:
  - Las características generales de multitudes se deben cumplir con las asambleas legislativas: simplicidad intelectual, irritabilidad, fácil sugestión, la exageración de los sentimientos y de la influencia preponderante de unos pocos líderes ... A veces es terrible pensar cómo el poder de la fuerte convicción combinada con una extrema estrechez de la mente, otorga prestigio a un hombre.

- En el gobierno por los expertos:
  - Todos nuestros economistas y políticos son de alto nivel, siendo en su mayor parte profesores o académicos, sin embargo, hay una sola pregunta general - proteccionismo, bimetalismo- ¿en cuál han logrado ponerse de acuerdo? La explicación es que su ciencia es sólo una forma muy atenuada de nuestra ignorancia universal. Con respecto a los problemas sociales, debido al número de incógnitas que ofrecen, los hombres son sustancialmente, igual de ignorantes. En consecuencia, fueran los electores exclusivamente compuestos por personas expertas en ciencias, sus votos no serían mejores que los emitidos en la actualidad. Ellos serían guiados en su mayoría por sus sentimientos y por espíritu de partido. No debemos escatimar ninguna de las dificultades con las que ahora tenemos que lidiar, y desde luego debemos ser sometido a la tiranía opresiva de castas.

- Impacto de la civilización de las élites y masas bárbaras en la civilización:
  - Las civilizaciones hasta el momento sólo se han creado y dirigido por una pequeña aristocracia intelectual, no por una multitud. Las multitudes sólo son poderosas para la destrucción. Su ley es siempre equivalente a una fase bárbara. Una civilización implica reglas fijas, la disciplina, un paso de lo instintivo al estado racional, la previsión para el futuro, un elevado grado de cultura - todas ellas condiciones que las multitudes, abandonadas a sí mismas, han mostrado invariablemente incapaces de realizar. Como resultado de la naturaleza puramente destructiva de su poder, las multitudes actúan como esos microbios que aceleran la disolución de los cuerpos debilitados o muertos. Cuando la estructura de una civilización está podrida, son siempre las masas las que provocan su caída.